# Функціональне багатоборство
Функціональне багатоборство — це спорт, де використовуються багатосуглобні, енергоємні рухи, які об'єднуються в безперервний комплекс вправ, із залученням власної ваги, бажаної ваги і циклічної роботи, основа якого лежить на принципах функціональної варіативності і непередбачуваності виконуваних фізичних завдань, що як наслідок дає можливість змагальним шляхом виявити найбільш фізично підготовлених людей.

## Організації
Міжнародна федерація функціонального багатоборства (International federation of functional multiathlon) — провідна Міжнародна спортивна громадська організація, яка об'єднує під своїм керівництвом всі федерації-члени з цього виду спорту, завданням якої є розвиток, пропаганда та популяризація функціонального багатоборства у світі, зміцнення позицій і підвищення престижу функціонального багатоборства на спортивній міжнародній арені, а також встановлення єдиних правил, для повної рівності конкуренції, і можливості професійного зростання спортсменів у цьому виді спорту.

## Принципи спорту

### Функціональна варіативність
Принцип функціональної варіативності досягається шляхом залучення всіх видів інтенсивності та методу зміни послідовності виконання безперервних фізичних задач в умовах використання максимально широкого переліку фізичних вправ з власною вагою, з вільною вагою, а також із залученням циклічних навантажень, що дає можливість перевірити всебічну фізичну підготовленість атлета.

### Непередбачуваність виконуваних фізичних задач
Принцип непередбачуваності виконуваних фізичних задач, досягається шляхом збереження в невідомості, до початку самих змагань, складових і умов інтенсивності, визначення окремих вправ та їх черговості, які будуть виконуватися в загальних комплексах вправ, що як наслідок стимулюватиме баготоборця до всебічної підготовки фізичних показників.

## Методологія

### Три види роботи по групах вправ
- З вільним навантаженням
- З власною вагою
- Циклічні навантаження

### Вимірювання інтенсивності
- Вага
- Час
- Кількість

 Переміщення більшого навантаження на більш довгі дистанції за максимально короткий час 

## Правила змагань
За формою організації і завдань можуть проводити такі змагання:
- чемпіонати
- першості
- кубки
- турніри
- матчеві зустрічі
- спартакіади
- спортивні ігри
- відбіркові
- рейтингові
- Меморіальні та призові турніри.

Змагання за функціонального багатоборства проводяться серед жінок, чоловіків, ветеранів, юніорів, юніорок, дівчат та юнаків.
Також змагання проводяться серед відомств, трудових колективів та організацій.

### Вікові групи учасників змагань
1. Група «діти» — юнаки та дівчата 11—13 років;
2. Група «підлітки» — юнаки та дівчата 13—15 років;
3. Група «кадети» — юнаки та дівчата 15—17 років;
4. Група «юніори» — юніори та юніорки 17—20 років;
5. Група «дорослі» — чоловіки і жінки 20—40 років;
6. Група «ветерани» — ветерани 40 і старші

 Вік спортсменів визначається роком, місяцем і днем народження. 
Змагання за функціонального багатоборства поділяються на особисті, особисто-командні і командні.
Змагання за функціональним багатоборства проводяться серед осіб чоловічої і жіночої статі окремо. Це не стосується командних змагань, де участь в одному заліку беруть спортсмени обох статей.
1. В особистих і особисто-командних змаганнях, залежно від рангу змагань, кожне представництво, повинно виставити на змагання не більше тієї кількості учасників, яка визначається в положенні до конкретних змагань, крім відкритих чемпіонатів, де кількість учасників не обмежена.
2. У командних змаганнях, кожна команда повинна мати у складі 6 учасників (чоловічої статі), 4 учасників (жіночої статі), і 3 учасника (чоловічої статі) і 2 учасника (жіночої статі) в резерві.

## Антидопінгові правила
«IFFM»[недоступне посилання з липня 2019] повністю визнає і підпорядковується Всесвітньому антидопінговому кодексу. «IFFM»[недоступне посилання з липня 2019] враховує всі поправки Всесвітнього антидопінгового кодексу. Антидопінгові правила є регламентними умовами проведення спортивних змагань з функціонального багатоборства. Спортсмени та інші особи зобов'язані виконувати антидопінгові правила як умови для участі в змаганнях і керуватися ними.
Антидопінгові правила покликані зберегти те, що являє істотну цінність для спорту, що часто називають «духом спорту» і є сутністю Олімпійського руху та принципу чесної гри. Дух спорту — це прославлення людського духу, тіла і розуму.